# 羅斯高
羅斯高（1955年7月—）是一名美國發展經濟學家，目前是斯坦福大學弗里曼·斯伯格里國際問題研究所（Freeman Spogli Institute for International Studies）的研究人員，同時也擔任該校「農村教育行動計劃」（Rural Education Action Program）的聯合主任一職。截至2010年代末，羅斯高在他過往30餘年職業生涯中的研究幾乎都和中國大陸的農業、經濟與教育息息相關。

## 生平
1950年代中期，羅斯高生於加利福尼亞州洛杉磯的一處牧場，祖輩世居加州已有五代人的時間。其父是一名農業經濟學者，而自家開辦的一份農業綜合企業貿易雜誌也承載了幼時羅斯高對農業之認知的早期啟蒙 。時年少有美國學校提供中文課程，不過美國政府在與中華人民共和國建交之前便有嘗試在部分學校推動中文教育；故1966年羅斯高12歲時，其就讀的初中恰在此列、而他對中文的學習也從此開始。1974年，羅斯高在康奈爾大學研讀本科期間打算通過一個交換學生項目在臺灣逗留三個月，但最終卻在當地留了三年。
1979年，正值中美關係正常化階段，羅斯高從伯克利加利福尼亞大學哈斯商學院獲得了本科學歷。1982年，羅在康奈爾大學攻讀碩士時嘗試通過申請美國國家科學基金會的資金在山東進行「農村地區合同工體系」相關的研究。不過這一計劃并未成行，羅其後因故中斷學業開始工作，直至兩年後他應南京農業大學邀請被康奈爾大學作爲西方經濟學講師被派往中國。 有鑒於其爲農村地區減輕貧困的强烈興趣，羅斯高選擇了雜交水稻生產作爲他的博士論文主題、并於1991年從康奈爾大學農業經濟學系獲得了博士學位。
在國際水稻研究所於菲律賓馬尼拉舉辦的一次會議上，羅斯高結識了中國農業經濟學家黃季焜，兩人在1995年共同創辦了中國農業政策研究中心，之後該機構又并入了中國科學院。1990年至1997年間，羅斯高曾任斯坦福大學糧食研究所的助理教授；自1997年，羅亦是戴維斯加利福尼亞大學的農業與自然資源經濟學教授。2006年以來，羅斯高一直是斯坦福大學經濟學系以及弗里曼·斯伯格里國際問題研究所的「海倫·法恩斯沃斯特聘高級研究員」（Helen Farnsworth Endowed Senior Fellow）。

## 研究
羅斯高通曉中文，且其研究多與中國的農業政策、經濟制度、貧窮與不平等相關。多年來，羅所發表之有關中國發展問題的學術文章累計有300餘篇，其中許多廣泛見於《經濟文獻雜誌》《科學》《自然》《美國經濟評論》等刊物。此外，羅也在嘗試藉由提出營養與教育成效等方面的建議來改善中國學齡兒童的生存狀況。 羅通過其畢生的研究指出，如果學生的健康無法獲得保障，中國政府在教育上耗費的億萬投資可能會被白費，而中國教育制度的消極面也顯著體現出了窮人的劣勢。

### 健康
財新傳媒旗下的《中國改革》雜誌於2015年報道稱，羅斯高的團隊在陝西、甘肅、青海、寧夏等地采集數據并得出結論，缺鐵性貧血在中國西北部40%左右的小學四年級與五年級學生中十分常見，并且給農村地區的兒童的健康帶來了惡劣影響。羅斯高在不同村莊的實地調查中注意到，農村兒童主要以饅頭、麵條和米飯爲食，餐飲中嚴重缺乏肉類和新鮮的蔬菜與水果。針對這類問題，中國政府實施了一項政策、爲貧困地區的兒童提供成本在3至4人民幣每份的營養午餐。然而羅的團隊評估顯示，衹有每天兩份含有新鮮蔬菜和肉食的營養餐才能爲這些兒童帶來足夠的鐵元素，但這種餐食安排每份需要耗費7至8元，會導致實際方案需要極大資金支撐。羅斯高提出的解決方法是通過推行維他命片來幫助兒童抵禦貧血；儘管食用維他命并非改善營養條件的最佳策略，其成本低廉、而效果卻十分顯著。
在貴州及中國南部其他氣候相似的區域，羅斯高發現數百萬學齡兒童遭受到腸道寄生蟲的影響 ：在其調查的地區，50%的兒童患有至少一種寄生蟲疾病，包括綫蟲、鈎蟲與鞭蟲。2010年，羅的團隊就相關狀況的嚴重性向地方政府提交了報告，但事情并未得到迅速解決，而3年後羅再度訪問貴州時觀察到當地寄生蟲病情依舊持續。儘管如此，羅斯高并未放棄提議解決這一問題，并指出一片驅蟲藥物價格僅需兩元，衹要每6個月服用兩片即可幫助一名兒童在短期内擺脫寄生蟲的危害。
羅斯高計算稱，中國10至12歲的兒童中平均30%患有近視，但在他訪問的數千所農村地區的小學裡，佩戴眼鏡的學生并不常見；而每一百名中學生中，也只有一兩名擁有一副眼鏡。這一現象導致24%的小學生和57%的中學生的視力無法得到及時矯正，而與此同時他們的學習成績也受到了顯著影響。

### 教育
2016年，媒體報道稱羅斯高參與了一次抽樣調查，其結果顯示在陝西、河北、雲南等地，53%的貧困農村漢族孩童年齡在24月至30月時的智商不超過90。羅表示，基因、營養和養育方法都是造成農村幼兒出現智商問題的原因：非常少的農村家長會與孩子互動，而多數家庭所擁有的書在一本以内。羅斯高稱，假如這些嬰幼兒的狀況無法由「科學養育」、「補充營養」等方法改變，將會直接影響到中國勞動力的素質乃至經濟的發展。
2017年9月，羅斯高在中國大陸的網絡演講網站「一席」面對公衆提出63%的中國「貧困農村孩子」沒有讀過高中，并號召他們的母親從城市回到農村參與對孩子的教育、呼籲政府每年投入80億元用於改善這些兒童的狀況。对于農村兒童的母親忙於務工、無暇照顧孩子一類情形，羅也進行了建立「鄉村養育中心」的實驗，旨在促进農村教育的發展。羅的觀點被廣泛轉載之餘也遭到了諸多質疑，羅本人則在采訪中回應稱，包括北京大學教授謝宇在内的中國學者們已有研究數據證明：在貧困農村地區，最終讀到高中的學生衹有三分之一。

## 榮譽獎項
- 中華人民共和國友誼獎（英语：Friendship Award (China)）（2008年）[2]
- 中華人民共和國國家科學技術合作獎（2009年）[2]

## 部分作品
- Wanga, Jinxia; Huang, Jikun; Rozelle, Scott; Huang, Qiuqiong; Blanke, Amelia.  [中國北部的農業與地下水發展：趨勢、制度反應與政策選擇] (PDF). Water Policy (Center for Chinese Agricultural Policy, Institute of Geographical Sciences and Natural Resources Research, Chinese Academy of Sciences; Department of Agricultural and Resource Economics, University of California, Davis). 2007, 9 (Supplement 1): 61–74.[永久]

- Swinnen, Johan F.M.; Rozelle, Scott.  [治理結構與資源政策改良：洞察農業轉變]. Annual Review of Resource Economics (Department of Economics and LICOS Centre for Institutions and Economic Performance, University of Leuven; Freeman Spogli Institute, Stanford University). 2009, 1: 33–54. doi:10.1146/annurev.resource.050708.144122.

- Huang, Qiuqiong; Wang, Jinxia; Msangi, Siwa; Rozelle, Scott; Huang, Jikun.  [中國北部村落的農業用水管理]. Burnett, Kimberly; Howitt, Richard; Roumasset, James A.; Wada, Christopher A.  (编).  [羅德里奇水資源經濟與制度手冊]. Routledge. 2014: 341–362. ISBN 978-13-179-1624-6.

- Huang, Jikun; Rozelle, Scott.  [農業在中國發展中的地位：績效、成功中的政策因素、以及給非洲的啓示]. Falcon, Walter P.; Naylor, Rosamond L.  (编).  [食品政策前沿：撒哈拉以南非洲觀察]. Stanford Center on Food Security and the Environment. 2014: 449–482. ISBN 978-14-975-1655-7.

- Wang, Jinxia; Zhang, Lijuang; Huang, Qiuqiong; Huang, Jikun; Rozelle, Scott.  [評估中國農村地下水市場的發展]. Easter, K. William; Huang, Qiuqiong  (编).  [21世紀水市場]. Springer Nature. 2014: 263–282. ISBN 978-94-017-9081-9.

## 外部連結
- Papers, Books, Book Chapters, Reports and Working Papers by Topic （页面存档备份，存于）： 羅斯高在斯坦福大學的職員網站，按序列出了羅斯高所發表和出版的作品（英語（美國））
- Weighing the Strengths and Shortcomings of China's Education System （页面存档备份，存于）：《紐約時報》與羅斯高有關中國教育的訪談（英語（美國））